# Гимназија Карловац
Гимназија Карловац је гимназија у Карловцу (Хрватска). Основана је 1766, а кроз историју је позната као и Велика реалка. Од 1968. до 1990. носила је име Гимназија Др Иван Рибар по политичару и свом бившем ученику Ивану Рибару.

## Историја
Гимназија се налази у згради саграђеној 1863. према наводима директора школе, школа је основана већ 1766. У то време Карловац је био део Војне крајине под аустроугарском управом. Од 1766. на захтев Марије Терезије, у Карловац долазе пијаристи.
Почетком 2010. гимназија је прихваћена као тридесет седми члан немачке мреже школа у Хрватској. Ово омогућава студентима да похађају немачке универзитете, а не морају да заврше уобичајени предуслов за познавање немачког језика

## Ученици
Српски изумитељ, електро- и машински инжењер Никола Тесла, похађао је школу велику реалку у Раковцу од 1870. до 1873. године (од 14 до 17 година старости). У својој аутобиографији ,,Моји изуми" из 1919. године написао је су демонстрације његовог професора физике изазивале његов интерес за тај ,,мистериозни феномен" и навели да жели ,,да сазна више о овој дивној сили". Погођен маларијом убрзо након његовог доласка у мочварно заразне карловачке равнице, понекад је остајао у кревету и често је узимао своје школске књиге кући да чита и памти када није био у могућности да похађа наставу. За три године дипломирао је са похвалама, школовање које је трајало четири године.
Међу другим ученицима били су и глумица Зринка Цвитешић, поета и писац Иван Горан Ковачић, политичар и оснивач Хрватске сељачке странке Стјепан Радић, истраживачи, браћа Мирко и Стјепан Сељан.